# Aprostocetus trichionotus
Aprostocetus trichionotus är en stekelart som beskrevs av Robinson 1962. Aprostocetus trichionotus ingår i släktet Aprostocetus och familjen finglanssteklar. Inga underarter finns listade i Catalogue of Life.